# Balczó András
Balczó András (Kondoros, 1938. augusztus 16. –) a Nemzet Sportolója címmel kitüntetett háromszoros olimpiai bajnok magyar öttusázó, az öttusasport történetének egyik legnagyobb alakja.

## Élete és pályafutása
Balczó András másfél éves volt, amikor evangélikus lelkész apját Nyíregyházára helyezték át, így itt töltötte gyermekkorát. Mitró Györgyhöz hasonlóan a Bujtoson tanult meg úszni. 1955-ben egy országos versenyen Benedek Ferenc fedezte fel az akkor 17 éves, vékony fiút, majd szülei beleegyezése és András érettségije után Budapestre vitte, ahol a Csepel SC sportolója lett.
Reményeiben nem csalatkozott, 1957-ben háromtusa országos bajnok volt. 1958-ban a vb-n hatodik helyezést ért el, egy évvel később már ezüstérmet nyert. Tehetsége hihetetlen akaraterővel párosult. 1960-ban Rómában az olimpiai bajnokcsapat tagja, egyéniben negyedik helyezést ért el. 1961-ben bronzérmes, 1962-ben negyedik lett a vb-n. 1963-ban, 1965-ben, 1966-ban, 1967-ben és 1969-ben egyéni világbajnok. Az 1968-as mexikói olimpián a győztes csapat tagja, egyéniben ezüstérmes. 1969 kivételével mindannyiszor a győztes magyar csapat tagja Török Ferenccel és Móna Istvánnal. Az 1970. évi vb-n egyéniben ezüstöt, csapatban aranyat nyert. Az 1972-es müncheni olimpia egyéni bajnoka, csapatban második. Nyolcszor egyéniben, hatszor pedig csapatban nyert magyar bajnokságot. Pályafutásáról 1976-ban Kósa Ferenc Küldetés címmel filmet készített. A Küldetés című film nagy siker volt a mozikban; egyes vélemények szerint az aczéli kultúrpolitikai vezetés a „rendszerellenes kritika” miatt három hét után levetette a mozik műsoráról, a valóságban a Puskin mozi 5 hétig játszotta, s utánjátszó filmszínházakban még hónapokkal a bemutató után is látható volt.
Délután Böbe és Ella kocsin értünk. A filmklubba. Kósa Ferenc vár (s egy kedves chicagói házaspár) a Küldetés című film leforgatására. Itt van a fő-, illetve úgyszólván egyetlen szereplő, az öttusázó világbajnok, Balczó. A mozikban sok közbetapsolás ünnepelte. Itt – mindössze heten nézzük – jobban kitűnik a siker csontozata. A mellőzött érdem beszél a közösségről (»Azt éreztem, mindenkinek futok«), hitelesen. Aztán – éppígy – a vallás erkölcséről; a béketűrésről, tiszta, egyenes beszéd; fölháborító a közöny, az érdem lebecsülése.
1966-ban, 1969-ben és 1970-ben is az év sportolójának választották Magyarországon.
Mivel nem lépett be az MSZMP-be, sőt portréfilmjében komoly kritikát fogalmazott meg a kommunista rendszerrel szemben, sportvezetői karrierje elé akadályokat gördítettek; a világ első számú és mindmáig legsikeresebb öttusázója tíz éven át várt, hogy felkérjék a szövetségi kapitányi poszt betöltésére, s addig – hogy az öttusasport közelében maradjon – az öttusaistálló belovaglója volt, nagyon alacsony fizetésért.
Mindeközben két diplomát szerzett a Testnevelési Főiskolán (vívó szakedző, öttusa szakedző), így a magyar öttusasport irányításához szükséges minden lehető képzést elvégzett.
1973-ban visszavonult. Mivel nem részesítették az őt megillető támogatásban, belovagló lett az Országos Lótenyésztési Felügyelőségnél. Dávid Sándor megírta „Balczó” című könyvét. A Nemzetközi Transsylvania Alapítvány kuratóriumi tagja. 1983-tól szellemi szabadfoglalkozású.
Hozzá kötődik a rendszerváltás utáni közélet első nyíltan homofóbiára alapozott kirekesztő politikai kijelentése. A Csurka István által alapított Magyar Út Körök mozgalom I. Országos Találkozóján, 1993. február 13-án tartott beszédében kijelentette: „a magyar útra nem léphetnek a homoszexuálisok, a szabadkőművesek és a tételes istentagadók.” 
Feleségével, Császár Mónikával, a müncheni olimpián bronzérmes tornásszal 12 gyermeküket nevelik szeretetben és békességben budakeszi házukban, amit Balczó András maga épített. 38 évesen lett először apa.
Küldetés című filmje óta több mint 2500 alkalommal találkozott emberekkel, tartott előadásokat, élménybeszámolókat pályafutásáról.
…ha valaki azt képzeli, hogy Isten nélkül is meg tudja oldani az életét, hogy a céljai elérése majd boldogítja, nagyot téved. A boldogság nem függ a sikerességtől. A nem nyerés félelme állandóan gátolja az örömérzetet. De amikor már nem akar mindenáron nyerni, abban a pillanatban szabaddá válik.…
2004-ben Nemzet Sportolójának választották. A díjátadásra ugyan a „rendszerváltó kormányok” abortuszpolitikája elleni tiltakozásul nem ment el, de a díjat – és a vele járó honoráriumot – elfogadta, úgy nyilatkozott: a nemzetet nem akarja megsérteni.
2005-ben a Kairosz Kiadónál „Szenvedésbe ágyazott gyönyörűség” címmel jelent meg könyve, melyben Kocsis L. Mihállyal beszélget. 2009-től a debreceni Oxigén Kupa erdei futóverseny-sorozat fővédnöke.
2011-ben Budapest díszpolgára lett.

## Testvérei
- Edit nővére keramikus volt, 2010-ben hunyt el.
- Ildikó nővére mérnök volt, 2024. augusztus 21-én hunyt el.
- Zoltán öccse villamosmérnök, politikus. 1998–2002 között a MIÉP, 2010–2014 között a Jobbik országgyűlési képviselője és az Országgyűlés egyik alelnöke volt. 2009–2010, illetve 2014 és 2019 között a Jobbik európai parlamenti képviselője.

## Elismerései
- Az év férfi sportolója (1966, 1969, 1972)
- NOB emlékjelvény (1988)
- Nyíregyháza díszpolgára (1991)
- A Magyar Köztársasági Érdemrend középkeresztje (1994)
- Magyar Örökség díj (1996)
- Csepel Díszpolgára (1996)
- Csik Ferenc-díj (2001)
- MOB-médiadíj (2001)
- A Nemzet Sportolója (2004)
- Budapest díszpolgára (2011)
- Magyar Nemzetért Ezüstérem (2013)
- Az öttusa Hírességek Csarnokának tagja (2016)[11]
- A Magyar Sportújságírók Szövetségének és a Magyar Olimpiai Bizottság életműdíjasa (2018)[12]
- Pest megye díszpolgára (2018)[13]
- Budakeszi díszpolgára (2019)

## Róla
- Dávid Sándor: Balczó (Sport Lap- és Könyvkiadó, Budapest, 1976 ISBN 963-253-520-0)
- Dávid Sándor: Balczó; 2. jav., bőv. kiad.; Sport, Bp., 1976
- Szenvedésbe ágyazott gyönyörűség (Balczó Andrással beszélget Kocsis L. Mihály) (szerk.: Kemény András, Kairosz Kiadó, Budapest, 2005 ISBN 963-7510-24-9)
- Kósa Ferenc: Küldetés (film, 1976)
- Közgazdász. MKKE lapja. 1979. 21. Balczó hite.